# Epimelitta triangularis
Epimelitta triangularis är en skalbaggsart som beskrevs av Fuchs 1961. Epimelitta triangularis ingår i släktet Epimelitta och familjen långhorningar. Inga underarter finns listade i Catalogue of Life.